# My Sacrifice
My Sacriice – pierwszy singel grupy Creed z jej trzeciego albumu Weathered. Utwór osiągnął pierwsze miejsce na liście przebojów Mainstream Rock Tracks i czwarte na Billboard Hot 100.

## Lista utworów
1. "My Sacrifice" (wersja radiowa)
2. "My Sacrifice" (wersja albumowa)
3. "Riders on the Storm" (wersja albumowa) featuring Robbie Krieger
4. "My Sacrifice" (klip)

## Wykonawcy
- Scott Stapp – śpiew
- Mark Tremonti – gitara elektryczna, gitara basowa
- Scott Phillips – perkusja